# 8907 Takaji
8907 Takaji è un asteroide della fascia principale. Scoperto nel 1995, presenta un'orbita caratterizzata da un semiasse maggiore pari a 3,0175949 UA e da un'eccentricità di 0,0867548, inclinata di 1,36477° rispetto all'eclittica.